# Liste der Herrscher namens David
David hießen folgende Herrscher:

## David
- David, König des jüdischen Volkes (ca. 1010–965 v. Chr.)
- David Tiberios, byzantinischer Mitkaiser (641)
- David (Alwa), König von Alwa (ca. 999–1015)
- David von Schottland, Earl of Huntingdon (* um 1144, † 1219), schottischer Hochadliger und englischer Earl of Huntingdon
- David ab Owain Gwynedd, König von Gwynedd in Wales (1170–1195)
- David Komnenos, trapezuntischer Mitkaiser (1204–1214)
- David ap Llewelynn, Herr von Gwynedd (1240–1246)
- David (Makuria), König von Makuria (ca. 1268–1272)
- David ap Gruffydd, Herr von Gwynedd (1282–1283)
- David Komnenos, Kaiser von Trapezunt (1459–1463)
- David Gurieli, Graf von Gúria (1826–1829)
- David Kalākaua, König von Hawaii (1874–1891)
- David (Speyer), Bischof von Speyer

## David I.
- David I. (Georgien), Kuropalat (876–881)
- David I. (Schottland), König (1124–1153)
- David I. (Äthiopien), Kaiser (1382–1411)
- David I. (Kachetien), König von Kachetien (1603)
- David I. Narin, König von Imeretien (1259–1293), ist: David VI.

## David II.
- David II. (Georgien), König (923–937)
- David II. (Schottland) Bruce, König (1329–1371)
- David II. (Äthiopien), Kaiser (1508–1540)
- David II. (Kachetien), König von Kachetien (1703–1722)
- David II. (Imeretien), König von Imeretien (1784–1792)

## David III.
- David III. (Georgien), Magistros, Katholikos-Patriarch von Georgien im 15. Jahrhundert (bl. 1439)
- David III. von Tao, der Große und Kuropalat (961–1000)
- David III. (Äthiopien), Kaiser (1716–1721)

## David IV.
- David IV. (Georgien), der Erbauer oder Erneuerer, Schwert des Messias, König (1089–1125)

## David V.
- David V. (Georgien), König (1155)

## David VI.
- David VI. Narin, König von Georgien (1243–1259/93)

## David VII.
- David VII. Ulu, König von Georgien (1246–1270)

## David VIII.
- David VIII., König von Georgien (1292–1297), bis 1311 Gegenkönig gegen die Mongolen

## David IX.
- David IX., König von Georgien (1346–1360)

## David X.
- David X., König von Kartli (1505–1525)

## David XI.
- David XI., König von Kartli, Daud Khan (1505–1525)